# Julie Hawkes
Pour les articles homonymes, voir Hawkes.
Julie Hawkes, née Julie Lamb en 1948 en Nouvelle-Zélande, est une joueuse de squash néo zélandaise représentant Hong Kong. Elle est championne de Hong Kong à cinq reprises entre 1989 et 1996.

## Biographie
Julie Hawkes fréquente le Matamata College dans sa jeunesse et fréquente ensuite l'université d'Otago. C'est là qu'elle obtient son diplôme en éducation physique et qu'elle commence à jouer au squash. Jusque-là, elle était active dans le tennis et faisait partie des dix meilleurs juniors de Nouvelle-Zélande. Au squash, elle se classe deuxième au classement national et voyage avec l'équipe nationale en Afrique du Sud, entre autres endroits. En 1975, elle est finaliste des championnats de Nouvelle-Zélande face à Pam Buckingham. Elle commence à enseigner à Wellington, où elle rencontre son futur mari Richard Hawkes, un joueur néo-zélandais de Coupe Davis. Le couple déménage à Hong Kong, où son mari commence à travailler comme avocat. Sa première fille est née au tout début de son séjour de 23 ans à Hong Kong. Le couple a deux autres filles, dont Jaclyn, qui est aussi devenue joueuse de squash, et un fils.
À Hong Kong, les Hawkes continuent à jouer au squash et remportent les championnats nationaux à plusieurs reprises. À partir de 1979, elle remporte le titre trois fois de suite, puis d'autres titres en 1986 et 1988. En 1986, elle devient championne d'Asie à la suite d'une victoire en finale face à Teresa Brooke, autre native de Nouvelle-Zélande. La même année, elle remporte également le titre de championne d'Asie par équipes et participe avec elle aux championnats du monde par équipes en 1985 et 1990. Après sa carrière de joueuse, elle a également exercé comme entraîneur de squash. En 2007, elle est nommée Entraîneur de l'année par la New Zealand Squash Association. En 2001, peu après son retour en Nouvelle-Zélande, plus précisément à Auckland, son mari Richard décède,.

## Palmarès

### Titres
- Championnats d'Asie : 1986
- Championnats de Hong Kong : 5 titres (1979-1981, 1986, 1988)
- Championnats d'Asie par équipes : 1986

### Finales
- Championnats de Nouvelle-Zélande : 1975